# لوكهيد مارتن سي-130 جيه سوبر هركيوليز

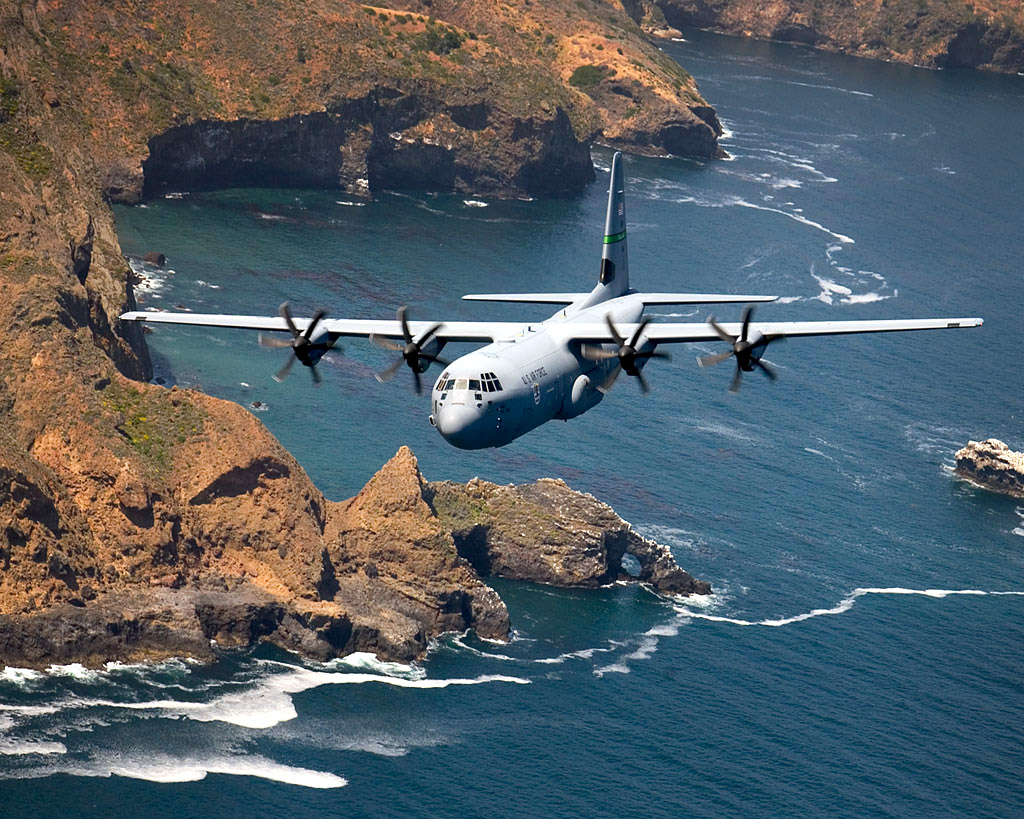
سي-130 هيركوليز

لوكهيد مارتن سي-130 جيه سوبر هركيوليز (بالإنجليزية: Lockheed Martin C-130J Super Hercules)‏ هي طائرة نقل عسكري ذات أربعة محركات توربينية. سي-130 جيه هي نتاج عملية تحديث شاملة لطائرة سي-130 لشركة لوكهيد مع محركات جديدة ونظم قيادة الطائرة وغيرها من النظم. وعائلة الهيركيوليس حققت أطول فترة زمنية للإنتاج المستمر أكثر من أي طائرة عسكرية أخرى في التاريخ. خلال أكثر من 50 عاماً من الخدمة، شاركت هذه العائلة من الطائرات في نقل العسكريين والمدنيين وفي عمليات لاغاثة الإنسانية. عاشت طائرات هيركيوليس أكثر من عدة تصاميم خلفتها أبرزها طائرة النقل ستول ميديوم المتطورة.أكدت قيادة العمليات الخاصة بالقوات الجوية الأميركية في نوفمبر 2023، أنها تعمل على زيادة القدرات القتالية لطائرات الدّعم C-130، التي تصنعها شركة "لوكهيد مارتن" الأميركية، إلى جانب أنها "تفكر في إزالة مدافع هاوتزر، والتي تستخدم لضرب الأهداف الأرضية، في الشهور الأولى من عام 2026".

## المستخدمون
- أستراليا:لديها 12 بالخدمة
- كندا:لديها 6 بالخدمة وستحصل على 12 في افريل 2012

- الدنمارك:لديها 4 من نوع C-130J-30 بالخدمة
- الهند:

```
القوات الجوية الهندية
:طلبت 6 من نوع C-130Js واستلمت واحدة في ديسمبر 2010 والخمس الباقين ستسلم في 2011
```

- العراق:

```
القوات الجوية العراقية
:طلبت 6 من نوع C-130J-30s
```

- إسرائيل:

```
القوات الجوية الإسرائيلية
:في خطتها طلب 9 من نوع C-130Js وقد طلبت واحدة ستسلم في 2013
```

- إيطاليا

```
القوات الجوية الإيطالية
:تملك 21 وحدة في الخدمة (, 7 من نوع KC-130J و10 من نوع C-130J-30 و4 من نوع C-130J)
```

- الكويت:

```
القوات الجوية الكويتية
:طلبت 3 من نوع KC-130Js
```

- النرويج:تملك 4 من نوع C-130J-30s في الخدمة
- عمان:طلبت وحدة من نوع C-130J-30 ستستلم في 2012 و2 من نوع C-130Js ستستلم في 2014
- تونس:

```
القوات الجوية التونسية
:تسلمت 2 من نوع C-130J-30s في ديسمبر 2014
```

- قطر:طلبت قطر 4 من نوع C-130J-30s ستسلم في 2011
- المملكة المتحدة:

```
سلاح الجو الملكي
:تملك 24 وحدة في الخدمة
```

- الولايات المتحدة الأمريكية:

```
القوات الجوية الأمريكية
:تلقت 65 وحدة في ماي 2008

قوات مشاة بحرية الولايات المتحدة
:تملك 38 من نوع KC-130Js في الخدمة من اجمالي 46 مطلوبة
```

كوريا الجنوبية:
- كوريا الجنوبية:طلبت 4 من نوع C-130J-30s ستسلم في 2014
- القوات الجوية الجزائرية:طلبت 4 من نوع C-130J ستسلم في 2022
- مصر تعاقدت على طائرتين من نوع C-130j خلال معرض الطيران الدولي في العالمين.